# Monte (Murtosa)
Monte é uma localidade portuguesa sede da Freguesia de Monte do Município da Murtosa, freguesia com 2,40 km² de área e 1568 habitantes (censo de 2021), tendo, por isso, uma densidade populacional de 653,3 hab./km².
A freguesia foi criada pelo decreto-lei nº 22.832, de 17/07/1933, com lugares da Freguesia da Murtosa.

## Demografia
A população registada nos censos foi:
| Distribuição da População por Grupos Etários | Distribuição da População por Grupos Etários | Distribuição da População por Grupos Etários | Distribuição da População por Grupos Etários | Distribuição da População por Grupos Etários |
| -------------------------------------------- | -------------------------------------------- | -------------------------------------------- | -------------------------------------------- | -------------------------------------------- |
| Ano                                          | 0-14 Anos                                    | 15-24 Anos                                   | 25-64 Anos                                   | > 65 Anos                                    |
| 2001                                         | 181                                          | 158                                          | 533                                          | 244                                          |
| 2011                                         | 248                                          | 159                                          | 745                                          | 307                                          |
| 2021                                         | 221                                          | 180                                          | 807                                          | 360                                          |

## Património
- Oratório de Nossa Senhora da Conceição;
- Capelas de Santa Luzia, da Senhora das Dores e de Santo Estêvão.

## Pontos de interesse
- Parque Municipal da Saldida.